# Escua
Escua là một chi bướm đêm thuộc họ Erebidae.